# Aschehoug-Literaturpreis
Der Aschehoug-Literaturpreis (original Norsk: Aschehougprisen) ist gestiftet vom bedeutenden norwegischen Buchverlag Aschehoug und gehört zu den wichtigsten und prestigeträchtigsten des Landes. Er wird jährlich seit 1973 an norwegische Schriftsteller verliehen.

## Struktur und Geschichte
Der Literaturpreis wurde 1972 zur Feier des 100-jährigen Bestehens des Verlagshauses Aschehoug ins Leben gerufen.
Die Unabhängigkeit von der Marketingabteilung des Stifter-Verlags wird gewährleistet, indem die Juryarbeit von der norwegischen Literaturkritikervereinigung Norsk litteraturkritikerlag geleistet wird. Deren Vorschlag wird umgesetzt. Ausschließlich aktuelle norwegischsprachige Originalbücher entsprechend deren Autoren kommen in den Auswahlprozess.
Der Preis besteht aus einer Statuette des bekannten Bildhauers Ørnulf Bast und 100.000 Kronen Preisgeld (Stand 2018). Die zu einem Brunnen gehörende große anthropomorphe Skulptur Evig Liv (dt.: Ewiges Leben), welche die Vorlage der Miniatur-Statue bildet, befindet sich am Sehesteds plass (Sehesteds-Platz) unmittelbar vor dem Verlagsgebäude in Oslo.

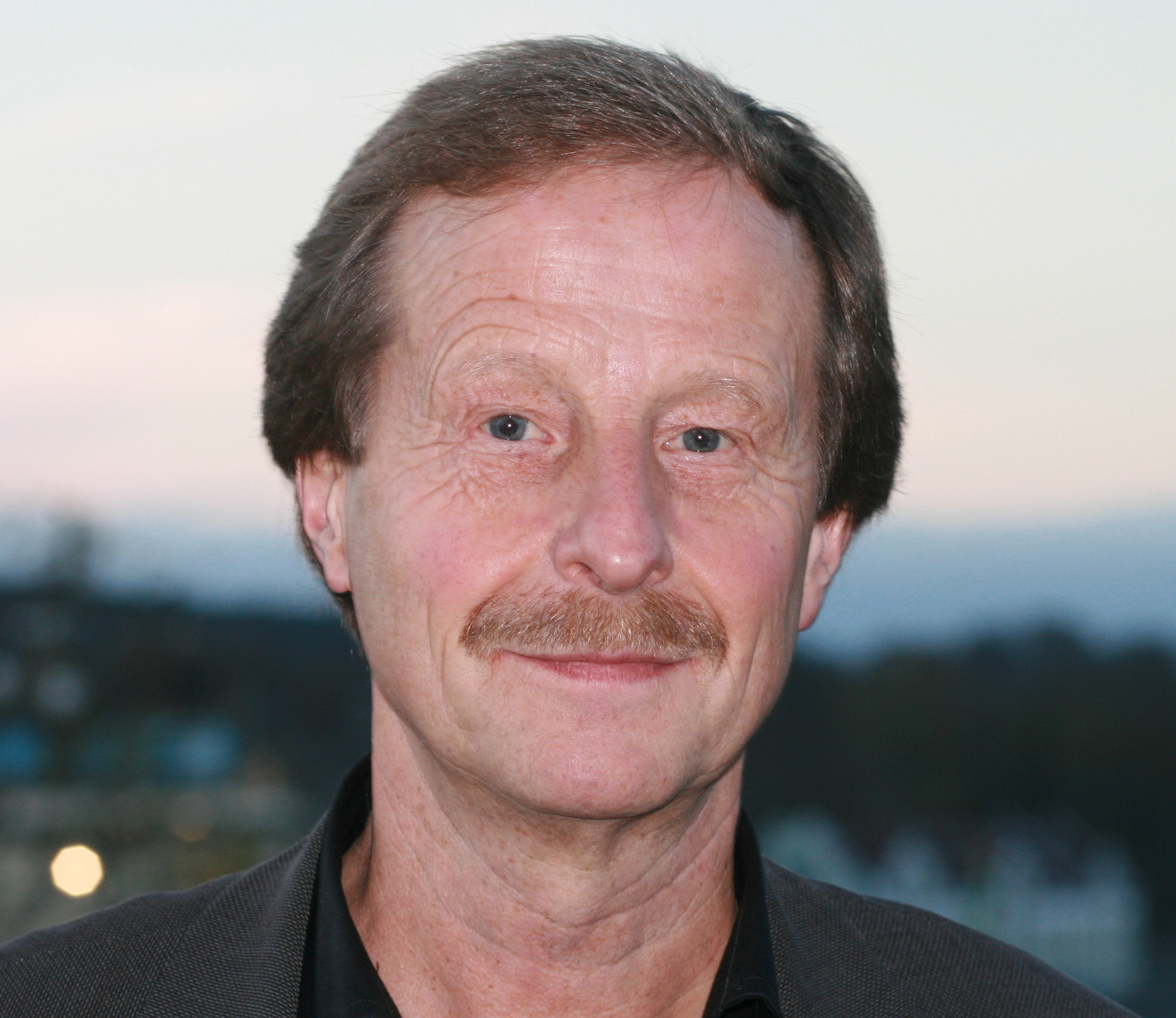
Kjartan Fløgstad
gewann 1975.

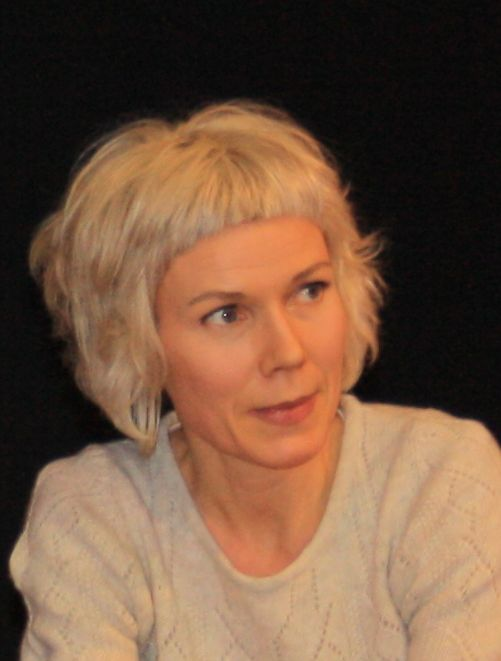
Hanne Ørstavik
gewann 2007.

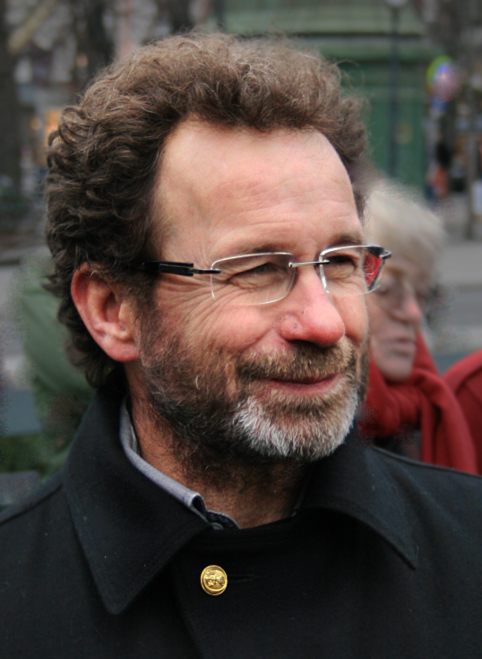
Per Petterson
gewann 2016.

Die feierliche Preisverleihung findet traditionell jährlich im August beim Gartenfest des Verlags statt.

## Preisträger
- 1973 – Stein Mehren
- 1974 – Bjørg Vik
- 1975 – Kjartan Fløgstad
- 1976 – Karin Bang
- 1977 – Knut Hauge
- 1978 – Olav H. Hauge
- 1979 – Ernst Orvil and Tor Åge Bringsværd
- 1980 – Idar Kristiansen
- 1981 – Jan Erik Vold
- 1982 – Kjell Erik Vindtorn
- 1983 – Arnold Eidslott
- 1984 – Cecilie Løveid
- 1985 – Edvard Hoem
- 1986 – Rolf Jacobsen
- 1987 – Finn Carling
- 1988 – Einar Økland
- 1989 – Bergljot Hobæk Haff
- 1990 – Erling Kittelsen
- 1991 – Kjell Askildsen
- 1992 – Eldrid Lunden
- 1993 – Jan Kjærstad
- 1994 – Inger Elisabeth Hansen
- 1995 – Lars Amund Vaage
- 1996 – Tor Fretheim
- 1997 – Jon Fosse
- 1998 – Gro Dahle
- 1999 – Øyvind Berg
- 2000 – Laila Stien
- 2001 – Ole Robert Sunde
- 2002 – Ellen Einan
- 2003 – Steinar Opstad
- 2004 – Dag Solstad
- 2005 – Hans Herbjørnsrud
- 2006 – Espen Haavardsholm
- 2007 – Hanne Ørstavik
- 2008 – Paal-Helge Haugen
- 2009 – Thure Erik Lund[1]
- 2010 – Anne Oterholm[2]
- 2011 – Bjørn Sortland[3]
- 2012 – Ragnar Hovland[4]
- 2013 – Erlend Loe[5]
- 2014 – Geir Gulliksen[6]
- 2015 – Vigdis Hjorth[7]
- 2016 – Per Petterson[8]
- 2017 – Øyvind Rimbereid[9]
- 2018 – Liv Køltzow[10]
- 2019 – Johan Harstad[11]
- 2020 – nicht vergeben
- 2021 – Karin Haugane
- 2022 – Linn Ullmann[12]
- 2023 – Ingvar Ambjørnsen

## Belege
1. ↑  Aschehougprisen 2009 til Thure Erik Lund, Kritikerlaget vom 27. August 2009, abgerufen am 4. September 2019 (Norwegisch)
2. ↑  Aschehougprisen 2010 til Anne Oterholm, Kritikerlaget vom 26. August 2010, abgerufen am 4. September 2019 (Norwegisch)
3. ↑  Aschehougprisen 2011 til Bjørn Sortland, Kritikerlaget vom 26. August 2011, abgerufen am 4. September 2019 (Norwegisch)
4. ↑  Aschehougprisen 2012 går til Ragnar Hovland, Kritikerlaget vom 30. August 2012, abgerufen am 4. September 2019 (Norwegisch)
5. ↑  Erlend Loe er vinner av Aschehougprisen 2013, Kritikerlaget vom 29. August 2013, abgerufen am 4. September 2019 (Norwegisch)
6. ↑  Geir Gulliksen er vinner av Aschehougprisen 2014, Kritikerlaget vom 28. August 2014, abgerufen am 4. September 2019 (Norwegisch)
7. ↑  Aschehougprisen 2015 – juryens begrunnelse, Kritikerlaget vom 27. August 2015, abgerufen am 4. September 2019 (Norwegisch)
8. ↑  Aschehougprisen 2016 til Per Petterson – juryens begrunnelse, Kritikerlaget vom 25. August 2016, abgerufen am 4. September 2019 (Norwegisch)
9. ↑  Aschehougprisen til Rimbereid, gyldendal.no, abgerufen am 2. September 2019 (Norwegisch)
10. ↑  Aschehougprisen ble i dag tildelt Liv Køltzow, Kritikerlaget vom 30. August 2018, abgerufen am 1. September 2019 (Norwegisch)
11. ↑  Aschehougprisen 2019 ble i dag tildelt Johan Harstad, Kritikerlaget vom 29. August 2019, abgerufen am 2. September 2019 (Norwegisch)
12. ↑  Aschehougprisen 2022, Kritikerlaget vom 25. August 2022, abgerufen am 16. Februar 2023 (Norwegisch)